# Jalpa de Méndez (gmina)
Jalpa – gmina meksykańskiego stanu Tabasco, położona w jego środkowej części, której północny kraniec jest w odległości około 30 kilometrów od wybrzeża Zatoki Meksykańskiej. Jest jedną z 17 gmin w tym stanie. Siedzibą władz gminy jest miasto Jalpa de Méndez. Nazwa gminy pochodzi od słów w języku nahuatl “Shal- apan”, oznaczające brzeg piasku oraz od nazwiska meksykańskiego bohatera Gregorio Méndez Magaña.
Ludność gminy Jalpa de Mendez w 2010 roku liczyła 83 356 mieszkańców, co czyniło ją średniej liczebności gminą w stanie Tabasco.

## Geografia gminy
Powierzchnia gminy wynosi 472,36 km² zajmując tylko 1,8% powierzchni stanu, co czyni ją przedostatnią gminą w stanie Tabasco. Obszar gminy jest równinny a położenie w odległości kilkudziesięciu kilometrów od Zatoki Meksykańskiej sprawia, że większość powierzchni jest wyniesione ponad poziom morza tylko o 10 m. Teren gminy w dużej części pokryty jest lasami, które mają charakter lasów deszczowych.

## Klimat
Klimat jest ciepły (rekordowa najniższa zanotowana temperatura wynosi 14 °C) ze średnią roczną temperaturą wynoszącą 26,42 °C oraz z niewielką roczną amplitudą, gdyż średnia temperatura najcieplejszego miesiąca (czerwiec) wynosi 30,5 °C, podczas gdy średnia temperatura najchłodniejszego (styczeń) wynosi 22,4 °C. Wiatry znad Morza Karaibskiego oraz znad Zatoki Meksykańskiej przynoszą bardzo dużą masę wilgotnego powietrza czyniąc klimat wilgotnym ze średniorocznym opadem na poziomie 1692 mm.

## Gospodarka

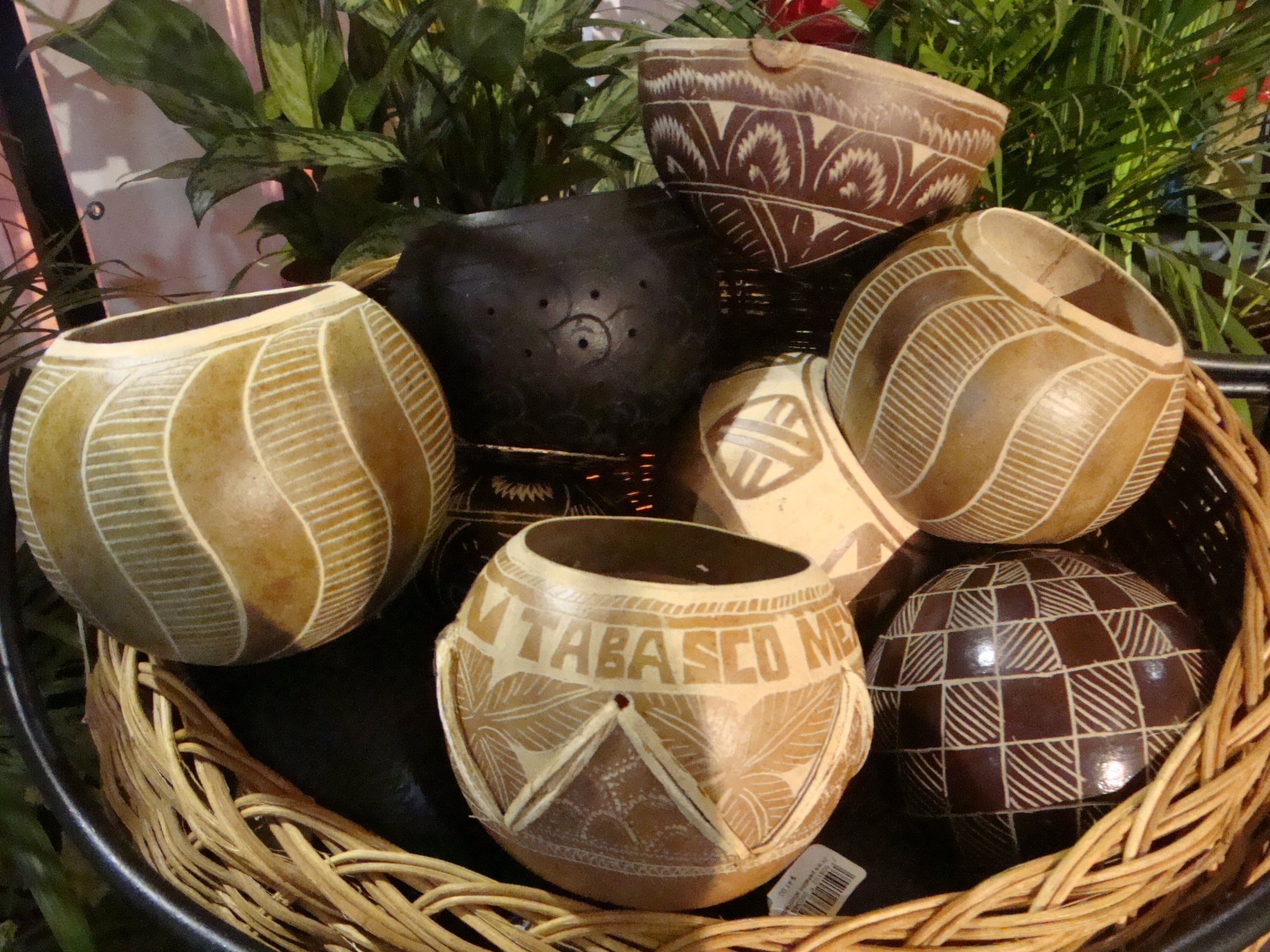
Kamienne garnki z wyrobu których znana jest gmina Jalpa de Mendez

Spośród całej ludności około 56,8% jest aktywnych ekonomicznie, z tego 44,3% z tego to ludności zatrudniona w rolnictwie i rybołówstwie. Ludność gminy jest zatrudniona według ważności w następujących gałęziach: rolnictwie, hodowli, przetwórstwie rolno-spożywczym, oraz rybołówstwie, a także w usługach, handlu i turystyce (33% ludności) oraz przemyśle (19,9%). Najczęściej uprawia się kukurydzę, fasolę i kokosy oraz gatunki ogrodnicze. Z hodowli najpowszechniejsza jest hodowla bydła mięsnego i owiec.